# Parawaldeckia dabita
Parawaldeckia dabita är en kräftdjursart som beskrevs av Lowry och Stoddard 1983. Parawaldeckia dabita ingår i släktet Parawaldeckia och familjen Lysianassidae. Inga underarter finns listade i Catalogue of Life.